# Rémi Gaillard
Rémi Gaillard (Montpellier, 7 februari 1975) is een Franse komiek, bekend vanwege zijn practical jokes. Hij werd beroemd door zijn humoristische filmpjes online te zetten.
Het motto van Gaillard is "C'est en faisant n'importe quoi qu'on devient n'importe qui" (Door zomaar wat te doen, word je zomaar iemand).
In de meeste van zijn filmpjes zien we hoe Gaillard streken uithaalt met anderen, iedereen kan de klos zijn: pizzabezorgers, voetgangers, rokers, automobilisten, vissers en zelfs voor politie deinst hij niet terug. Daarbij loopt hij weleens klappen op van mensen die zijn streken niet kunnen waarderen en ook is hij een aantal keer gearresteerd door de politie. Een van zijn bekendste grappen was tijdens de Coupe de France van 2002, toen hij als speler het veld op ging en zich liet feliciteren door president Jacques Chirac.
De videoclips van Rémi Gaillard zijn gezien door miljoenen mensen op YouTube. Een van de beroemdste video's is "Kangaroo" met bijna 90 miljoen views (89.042.534) in mei 2021, hiernaast staat "Mario Kart" op nummer 2 met meer dan 77 miljoen views (77.710.000). Ook een groot succes is Pac Man met meer dan 72 miljoen views (72.692.109). De meeste video's van Gaillard zijn gefilmd door zijn vriend Gregory Lafargue.
Hij maakt niet alleen filmpjes van zijn grappen, maar hij laat geregeld filmpjes van zijn voetbalkwaliteiten zien: in het raken van kleine voorwerpen op grote afstand met de bal is hij bedreven sinds zijn prille debuut, het maakte hem meteen erg bekend in de toen nog jonge internetfilmwereld. 
Ook zamelt hij met zijn oeuvre fondsen in voor dierenwelzijn, en het uitbreiden van dierenasielen met openluchtruimtes.